# マケーナ
マケーナ (Makena) は、アメリカ合衆国ハワイ州マウイ郡の国勢調査指定地域 (CDP) である。CDPは、法人格を持たないが国勢調査で基礎自治体と同等に扱われる区域である。
マウイ島南西岸に位置する。面積 29.9 km2、人口は99人 (2010年)。
かつてはワイレア゠マケーナ (Wailea-Makena) CDPの一部だったが、2010年の国勢調査で、ワイレア（面積 27.8 km2、人口5938人）とマケーナに分割された。